# Heterocerus unicus
Heterocerus unicus är en skalbaggsart som beskrevs av Miller 1988. Heterocerus unicus ingår i släktet Heterocerus och familjen strandgrävbaggar. Inga underarter finns listade i Catalogue of Life.